# La Lettre de Nouvelle-France
La Lettre de Nouvelle-France est une série télévisée québécoise en treize épisodes de 22 minutes scénarisée et réalisée par Vincent Davy, diffusée entre le 21 septembre et le 14 décembre 1978 à la Télévision de Radio-Canada, puis rediffusée à partir du 13 septembre 1987 sur TVJQ et du 4 mars 1989 sur Canal Famille.
En France, elle a été diffusée à partir du 24 novembre 1978 sur Antenne 2. Elle reste inédite dans les autres pays francophones.

## Distribution
- Louis-Charles Chartrand : Antoine Sauvé
- Sophie Maheu : Sophie Sauvé
- Eric Leclercq : Guillaume Duvernay
- Catherine Dufourd : Catherine Duvernay
- Daniel Scott : Sébastien
- Kario Bernard-André : L'Indien
- Madeleine Barbulée
- Paul Berval
- Paul Buissonneau
- Jean-Pierre Cartier
- Janine Fluet
- Claude Gai
- Jean-Marie Lemieux
- Jean Perraud
- André Saint-Denis
- Serge Turgeon

## Fiche technique
- Scénarisation et réalisation : Vincent Davy
- Production : Productions Yves Hébert, Radio Canada, Quebec Audiovisuel
- Direction de la production : Michel Bélaïeff
- Montage : Dominique Boisvert
- Musique : Alain Clavier

## Épisodes
1. La Sacoche
2. Le Pacte de Sang
3. Chez M. le curé
4. La Drave
5. L'Indien
6. La Sacoche du disparu
7. Les Bûcherons
8. Le Piège
9. À malin… Malin et demi
10. La Fille du trappeur
11. Les Clowns
12. La Fête
13. La Boîte en fer blanc